# Le Poët-Célard
Le Poët-Célard è un comune francese di 135 abitanti situato nel dipartimento della Drôme della regione dell'Alvernia-Rodano-Alpi.

## Società

### Evoluzione demografica
Abitanti censiti